# Louis Heathcote
Louis Heathcote (Leicester, 3 luglio 1997) è un giocatore di snooker inglese.

## Carriera
Louis Heathcote inizia la sua carriera già a 15 anni, con le partecipazioni agli eventi del Players Tour Championship e e della Q School. Nel 2015 perde la finale dello European Under-21 Snooker Championship contro Darryl Hill per 6-3. Nel 2017 l'inglese viene invitato allo Shoot-Out, dove esce al primo turno per mano di Jimmy White, in seguito, sempre da dilettante, Heathcote partecipa ad altri due eventi minori (il Paul Hunter Classic 2017 e il Gibraltar Open 2018).
Nel maggio del 2019 vince il secondo evento della Q School, ottenendo una carta da professionista per le stagioni 2019-2020 e 2020-2021.

### Stagione 2019-2020
Heathcote debutta nel Main Tour qualificandosi per il Riga Masters, battendo Ryan Day per 4-3 nel turno preliminare; tuttavia non riesce ad esordire nel tabellone principale, dove avrebbe dovuto affrontare Zhou Yuelong al primo turno, dopo essere stato coinvolto nello sciopero di voli per Riga, assieme a molti altri giocatori.
L'inglese si qualifica anche per l'International Championship, ma viene eliminato al primo turno da Elliot Slessor con il punteggio di 6-4. All'English Open porta a casa i suoi primi due match da professionista, sconfiggendo Jordan Brown e Adam Stefanow, prima di essere battuto da Mark Allen al terzo turno. Nei tornei successivi riesce spesso a superare il primo turno, facendo eccezione solo al Northern Ireland Open e allo Shoot-Out.

## Ranking
| Stagione  | Ranking iniziale | Ranking finale |
| --------- | ---------------- | -------------- |
| 2019-2020 | Non classificato | 67             |
| 2020-2021 | 67               |                |